# Lars Bender
Lars Bender (sinh 27 -4- 1989) là cựu tiền vệ người Đức. Lars là anh trai sinh đôi với Sven Bender.

## Thống kê sự nghiệp

### Câu lạc bộ
| Câu lạc bộ                             | Mùa giải            | Bundesliga          | Bundesliga | Bundesliga | DFB-Pokal | DFB-Pokal | châu Âu | châu Âu | Tổng cộng | Tổng cộng |
| Câu lạc bộ                             | Mùa giải            | Mùa giải            | Trận       | Bàn        | Trận      | Bàn       | Trận    | Bàn     | Trận      | Bàn       |
| -------------------------------------- | ------------------- | ------------------- | ---------- | ---------- | --------- | --------- | ------- | ------- | --------- | --------- |
| 1860 München II                        | 2006–07             | Regionalliga Süd    | 9          | 2          | —         | —         | —       | —       | 9         | 2         |
| 1860 München                           | 2006–07             | 2. Bundesliga       | 13         | 0          | 0         | 0         | —       | —       | 13        | 0         |
| 1860 München                           | 2007–08             | 2. Bundesliga       | 28         | 1          | 3         | 0         | —       | —       | 31        | 1         |
| 1860 München                           | 2008–09             | 2. Bundesliga       | 15         | 3          | 2         | 0         | —       | —       | 17        | 2         |
| 1860 München                           | 2009–10             | 2. Bundesliga       | 2          | 0          | 1         | 0         | —       | —       | 3         | 0         |
| 1860 München                           | Tổng cộng           | Tổng cộng           | 58         | 4          | 6         | 0         | —       | —       | 64        | 4         |
| Bayer Leverkusen II                    | 2009–10             | Regionalliga West   | 2          | 0          | —         | —         | —       | —       | 2         | 0         |
| Bayer Leverkusen II                    | 2010–11             | Regionalliga West   | 1          | 0          | —         | —         | —       | —       | 1         | 0         |
| Bayer Leverkusen II                    | Tổng cộng           | Tổng cộng           | 3          | 0          | —         | —         | —       | —       | 3         | 0         |
| Bayer Leverkusen                       | 2009–10             | Bundesliga          | 20         | 1          | 1         | 0         | —       | —       | 21        | 1         |
| Bayer Leverkusen                       | 2010–11             | Bundesliga          | 27         | 3          | 2         | 0         | 12      | 0       | 41        | 3         |
| Bayer Leverkusen                       | 2011–12             | Bundesliga          | 28         | 4          | 1         | 0         | 8       | 1       | 37        | 5         |
| Bayer Leverkusen                       | 2012–13             | Bundesliga          | 33         | 3          | 3         | 0         | 5       | 0       | 41        | 3         |
| Bayer Leverkusen                       | 2013–14             | Bundesliga          | 29         | 3          | 4         | 1         | 6       | 0       | 39        | 4         |
| Bayer Leverkusen                       | 2014–15             | Bundesliga          | 26         | 1          | 2         | 0         | 7       | 0       | 26        | 1         |
| Bayer Leverkusen                       | 2015–16             | Bundesliga          | 11         | 1          | 2         | 1         | 4       | 0       | 17        | 2         |
| Bayer Leverkusen                       | 2016–17             | Bundesliga          | 9          | 0          | 0         | 0         | 3       | 0       | 12        | 0         |
| Bayer Leverkusen                       | 2017–18             | Bundesliga          | 21         | 2          | 3         | 1         | —       | —       | 24        | 3         |
| Bayer Leverkusen                       | 2018–19             | Bundesliga          | 20         | 1          | 2         | 0         | 5       | 0       | 27        | 1         |
| Bayer Leverkusen                       | 2019–20             | Bundesliga          | 18         | 2          | 2         | 0         | 8       | 0       | 28        | 2         |
| Bayer Leverkusen                       | 2020–21             | Bundesliga          | 14         | 1          | 2         | 1         | 4       | 0       | 20        | 2         |
| Bayer Leverkusen                       | Tổng cộng           | Tổng cộng           | 256        | 22         | 24        | 4         | 62      | 1       | 342       | 2         |
| Tổng cộng sự nghiệp                    | Tổng cộng sự nghiệp | Tổng cộng sự nghiệp | !313       | 27         | 29        | 3         | 62      | 1       | 418       | 32        |
| Cập nhật lần cuối: 22 tháng 5 năm 2021 |                     |                     |            |            |           |           |         |         |           |           |

### Bàn thắng quốc tế
Scores and results list Germany's goal tally first.
| #  | Ngày                | Địa điểm                                       | Đối thủ  | Bàn thắng | Kết quả | Giải đấu  |
| -- | ------------------- | ---------------------------------------------- | -------- | --------- | ------- | --------- |
| 1. | 17 tháng 6 năm 2012 | Arena Lviv, Lviv, Ukraina                      | Đan Mạch | 2 – 1     | 2–1     | Euro 2012 |
| 2. | 29 tháng 5 năm 2013 | Sân vận động FAU, Boca Raton, Hoa Kỳ           | Ecuador  | 2 – 0     | 4–2     | Giao hữu  |
| 3. | 29 tháng 5 năm 2013 | Sân vận động FAU, Boca Raton, Hoa Kỳ           | Ecuador  | 3 – 0     | 4–2     | Giao hữu  |
| 4. | 14 tháng 8 năm 2013 | Sân vận động Fritz Walter, Kaiserslautern, Đức | Paraguay | 3 – 3     | 3–3     | Giao hữu  |